# Plaça de Sanllehy
Plaça de Sanllehy és una plaça del barri de la Salut de Barcelona que fa frontera amb el barri de Can Baró. Es troba en el vessant sud del turó del Carmel i és l'epicentre del complex del barri dels Periodistes.

## Descripció
És una plaça en forma de gota d'aigua situada a la confluència de vuit carrers, que, d'esquerra a dreta, són: carrer de Mare de Déu de la Salut, avinguda de Pompeu Fabra, carrer d'Ana María Matute Ausejo, carrer de Miquel dels Sants Oliver, carrer de Pablo Sáez de Barés, carrer de Vallseca, avinguda de la Mare de Déu de Montserrat i carrer de Sardenya.
L'arbrat està format per setze exemplars de tipuanes que rodegen la plaça i quatre al nivell inferior. L'arbrat es completa amb un roure australià a l'extrem nord-est i una acàcia taperera a l'est. Compta amb diverses zones enjardinades al perímetre i un jardí vertical en el canvi de nivell.

### Font de Domènec Sanllehy
Un dels elements destacats és la font de Domènec Sanllehy, a l'extrem sud-est de la plaça, obra de l'escultor barceloní Rafael Solanich i Bàlius. Va ser instal·lada el 1928 a proposta de la Societat d'Atracció de Forasters, entitat que Sanllehy havia fundat fins anys abans i presidit fins a la seva mort. D'estil noucentista, la font de pedra presenta un baix relleu circular amb el rostre de Sanllehy. Fins als volts de 1949, aquest medalló era de bronze, però va ser substituït per l'actual en ser robat. El plat de la font té una particularitat donat que va ser ideada esberlada frontalment, per tal que l'aigua que brollés de la font anés a parar un sistema de canal que proveïa aigua a la plaça. Està inventariada com a patrimoni de l'art públic de Barcelona amb el número 6803-1.

## Història
El procés d'urbanització de la zona s'inicia ja el 1851, encara que la seva arbreda i el parc seria abordada vers de 1919, de la mà de Nicolau Maria Rubió.
La plaça rebé el nom d'un dels propietaris important de la zona i que esdevindria alcalde de barcelona durant menys de dos anys, Domènec Joan Sanllehy i Alrich. La seva família tenia una gran finca a prop, Cal Xipreret, que des de fa més de cent anys és la seu del Club Tennis de La Salut.